# Vittoria Di Silverio
Maria Vittoria Ghirighini, connue sous le nom de scène Vittoria Di Silverio est une actrice italienne.

## Filmographie partielle
- 1967 : Un Homme, un Colt de Tulio Demicheli
- 1970 : L'Homme orchestre de Serge Korber
- 1979 : L'Infirmière du régiment (L'infermiera nella corsia dei militari) de Mariano Laurenti
- 1979 : L'Infirmière de nuit (L'infermiera di notte) de Mariano Laurenti
- 1986 : Grandi magazzini de Franco Castellano et Giuseppe Moccia